# Ratt (album)
| Recensione | Giudizio |
| ---------- | -------- |
| AllMusic   |          |

Ratt è il sesto album in studio del gruppo musicale statunitense Ratt, pubblicato il 6 luglio 1999 dalla Portrait Records. 

## Tracce
1. Over the Edge – 4:22 (Stephen Pearcy, Warren DeMartini, Todd Jeremias)
2. Live for Today – 4:38 (Pearcy, DeMartini, Bobby Blotzer, Jack Russell)
3. Gave Up Givin' Up – 4:04 (Pearcy, DeMartini, Marti Frederiksen)
4. We Don't Belong – 6:11 (Pearcy, DeMartini, Frederiksen)
5. Breakout – 4:24 (Pearcy, DeMartini, Blotzer, Russell)
6. Tug of War – 4:17 (Pearcy, DeMartini, Taylor Rhodes)
7. Dead Reckoning – 4:32 (Pearcy, DeMartini, Jack Blades)
8. Luv Sick – 5:09 (Pearcy, DeMartini, Rhodes)
9. It Ain't Easy – 4:02 (Pearcy, DeMartini, Rhodes, Richie Zito)
10. All the Way – 4:41 (Pearcy, DeMartini, Mark Hudson, Steve Dudas)
11. So Good, So Fine – 4:22 (Pearcy, DeMartini)

## Singoli
- Over the Edge (1999)
- Live for Today (2000)

## Formazione
Gruppo
- Stephen Pearcy – voce
- Warren DeMartini – chitarra, cori
- Robbie Crane – basso, cori
- Bobby Blotzer – batteria

Produzione
- Richie Zito – produzione
- Noel Golden – ingegneria del suono
- Mike Shipley – missaggio
- Dave Donnelly – mastering